# Joseph Forest
Pour les articles homonymes, voir Forest.
Joseph Forest, né le 30 mars 1806 à Tournus et mort le 29 mars 1875  à Lyon, est un architecte français.

## Biographie
Joseph Forest entre dans le cabinet de Chenavard en 1825 ; il est nommé architecte-voyer de la ville de la Croix-Rousse, puis du 4e arrondissement de Lyon en 1852.

## Réalisations
Joseph Forest achève la construction de l'église Saint-Eucher de Lyon, initiée par François Pascalon. Il restaure également l'église Saint-Denis-de-la-Croix-Rousse de Lyon.

## Distinctions
Joseph Forest est admis à la société académique d'architecture de Lyon.